# Arnold Ipolyi-Stummer
Arnold Ipolyi-Stummer (ur. 20 października 1823 w Kosihy nad Ipľom, zm. 2 grudnia 1886 w Oradei) – węgierski duchowny katolicki, historyk, ósmy biskup ordynariusz bańskobystrzycki od 1871 roku.

## Życiorys

### Młodość i wykształcenie
Urodził się w 1823 roku w Kosihy nad Ipľom jako syn Františka Stummera i jego żony Arsenii z domu Smrečaniovej. W wieku 13 lat zdecydował się wybrać drogę kapłańską, wstępując do alumnatu archidiecezji ostrzyhomskiej. Przez dwa lata uczęszczał do Emericianum w Bratysławie, a następnie uczył się w Trnawie i na słynnym wiedeńskim Pázmáneum, gdzie pobierał nauki teologiczne przez cztery lata. W 1844 roku wstąpił do seminarium duchownego w Ostrzyhomie, uzyskując rok później niższe święcenia, a w 1847 roku pełne święcenia kapłańskie.

### Działalność duszpastersko-naukowa
W latach 1845–1847 pracował jako tutor w rodzinie baronów Mednyánszky, będąc jednocześnie wikariuszem w Komárom-Szen-Péter. W 1848 roku przeniósł się do Bratysławy, będąc przez krótki czas wychowawcą i nauczycielem w rodzinie hrabiego Palffy. Wkrótce potem objął probostwo w Zohorze.
Jeszcze przed święceniami interesował się historią, czego owocem było napisanie w 1854 roku dzieła dotyczącego mitologii węgierskiej, w którym pisał o życiu religijnym Węgrów przed przyjęciem wiary chrześcijańskiej. Praca ta zyskała nagrodę Węgierskiej Akademii Nauk, jednak nie doczekała się druku w prasie, ponieważ została ostatecznie wycofana z niego przez autora.
W 1860 roku został przeniesiony na probostwo w Törökszentmiklós. Towarzyszył Franzowi Kubinyiemu i Emerichowi Henszlmannowi w ich podróży do Stambułu w 1862 roku, podczas której odkrył część zbiorów z biblioteki należącej do Macieja Korwina. W 1863 roku otrzymał godność kanonika egerskiego, a w 1869 roku mianowano go dyrektorem Centralnego Seminarium Duchownego Kościoła Katolickiego w Peszcie.
Był aktywnym członkiem Węgierskiej Akademii Nauk oraz innych towarzystw naukowych w kraju i za granicą. Należał do współzałożycieli Węgierskiego Towarzystwa Historycznego i jego pierwszym wiceprezydentem, a następnie prezydentem. Jego działalność naukowa koncentrowała się wokół zagadnień związanych z historią, historią sztuki, archeologią i sztuką sakralną. Wzbogacił węgierską Narodową Galerię w sześćdziesiąt cennych obrazów.

### Biskup bańskobystrzycki
W 1871 roku papież Pius IX powołał go na funkcję ordynariusza bańskobystrzyckiego. Jego konsekracja biskupia miała miejsce w późniejszym roku. Należał do wielkich dobroczyńców Kościoła, wspierał materialnie szkoły. Zlecił publikację wielu prac dotyczących historii, w tym schematyzmu diecezji Schematizmus historicus dioecesis Neosoliensis, który został opracowany w 1876 roku w rocznicę 100-lecia diecezji przez słowackiego księdza i historyka Františka Sasika. Zmarł w 1886 roku w Oradei, a w swoim testamencie wszystkie swoje zbiory przekazał na cele muzealne.

## Prace
- Ungarische Mythologic, 1854.
- Biographie der Michael Veresmarti, Budapest 1875.
- Codex epistolaris Nicolai Oláh, [w:] „Monumenta Hungariae Historica”, Scriptorum XXV, Budapest 1876.
- Biographie der Christina Nyáry von Bedez, Budapest 1887
- Historische und kunsthistorische Beschreibung der ungarischen Kronisignien, Budapest 1886.